# Ликино
Ли́кино (рос. Ликино) — селище у складі Гаринського міського округу Свердловської області.
Населення — 33 особи (2010, 59 у 2002).
Національний склад населення станом на 2002 рік: росіяни — 96 %.